# Hans Locher
Johannes Lodewijk (Hans) Locher (Koepang, (Nederlands-Indië), 1938) is een Nederlands kunsthistoricus.

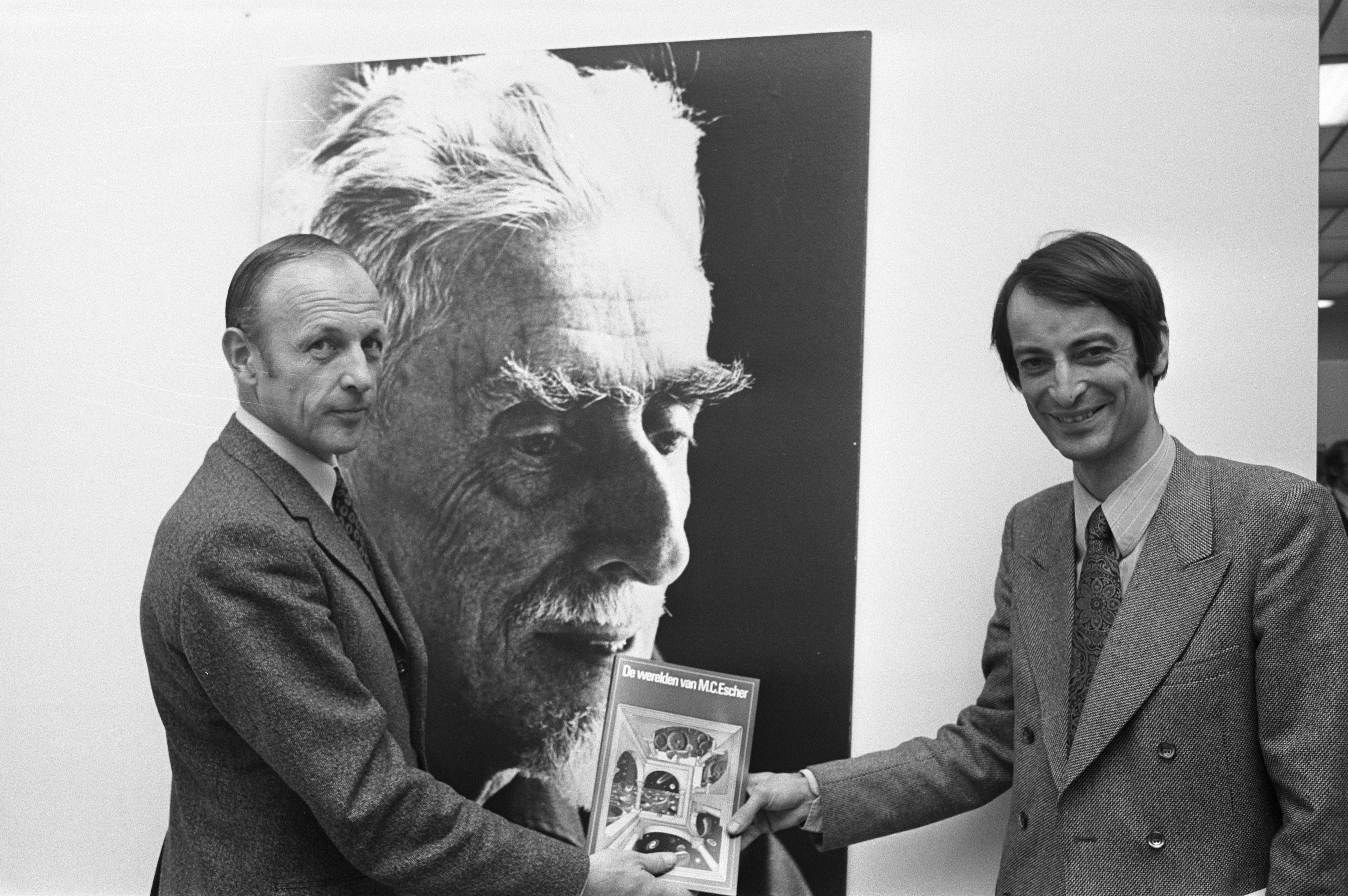
Locher (rechts) (1971)

Locher studeerde kunstgeschiedenis aan de Rijksuniversiteit Leiden. Na zijn doctoraalexamen in 1965, werd hij benoemd tot hoofd van het prentenkabinet van het Haags Gemeentemuseum. Vanaf 1969 was hij als hoofdconservator moderne kunst aan datzelfde museum verbonden. In 1974 promoveerde hij aan de Leidse Universiteit op het proefschrift Vormgeving en Structuur, over kunst en kunstbeschouwing in de 19e en 20e eeuw. In 1978 werd hij eerst lector, en in 1980 hoogleraar in de geschiedenis van de moderne kunst aan de Rijksuniversiteit Groningen. In 1988 keerde hij terug naar het Gemeentemuseum, eerst als hoofdconservator collecties. 1 februari 1993 werd hij waarnemend directeur en op 1 januari 1994 directeur van datzelfde museum, tot aan zijn pensioen in 2000. Tijdens zijn directoraat werd het Gemeentemuseum grondig gerestaureerd en uitgebreid (september 1995 - oktober 1998). Als directeur speelde Locher een belangrijke rol bij de verwerving van Piet Mondriaans Victory Boogie Woogie. De aankoop kwam tot stand dankzij een - later omstreden - schenking van De Nederlandsche Bank.

## Enkele publicaties
- Anton Heyboer, Amsterdam, Andreas Landshoff Productions b.v., 1976, ISBN 978-9062100187
- Mark Boyle’s Journey to the Surface of the Earth, London, Edition Hansjörg Mayer, 1978, ISBN 978-3033005570
- Leven en werk van M.C. Escher : het levensverhaal van de graficus : met een volledig geïllustreerde catalogus van zijn werk Amsterdam, Meulenhoff, 1981, ISBN 978-9029011464 (redactie)
- Piet Mondriaan : kleur, structuur en symboliek, Amsterdam, Meulenhoff, 1994, ISBN 978-9029045360
- Stilstaan bij wat zichtbaar is : vier teksten over inhoud, vorm en functie bij het bekijken van kunst, Zwolle, Waanders, 2006, ISBN 978-9040082016
- JCJ VANDERHEYDEN - Licht, Tijd en Ruimte, Wezep, Uitgeverij de Kunst b.v., 2011, ISBN 978-9491196102
- Tijd en andere dingen, Den Haag, 2019 (uitgave in eigen beheer)
- Michelangelo's Pieta, Den Haag, 2020 (uitgave in eigen beheer)
- Francisco de Goya, Den Haag 2023 (uitgave in eigen beheer)